# Paracentropogon vespa
Paracentropogon vespa és una espècie de peix pertanyent a la família dels tetrarògids i a l'ordre dels escorpeniformes.

## Etimologia
Paracentropogon deriva dels mots grecs παρά (para; al costat de, prop), κέντρον (kéntron; fibló) i pogon (barba), mentre que l'epítet llatí vespa fa referència a l'insecte himenòpter.

## Hàbitat i distribució geogràfica
És un peix marí, bentònic, associat als esculls costaners de la plataforma continental i de clima tropical, el qual es troba a la conca Indo-Pacífica: és un endemisme d'Austràlia (des d'Austràlia Occidental -incloent-hi la badia de Shark i l'arxipèlag Dampier- i el Territori del Nord fins a Southport, Queensland).

## Observacions
És inofensiu per als humans i el seu índex de vulnerabilitat és moderat (37 de 100).